# Nareszcie sam w domu
Nareszcie sam w domu (oryg. Home Sweet Home Alone) – kanadyjsko-amerykański film familijny w reżyserii Dana Mazera ze scenariuszem Mikeya Daya i Streetera Seidella. Jest to szósta część serii Sam w domu. W głównych rolach wystąpili: Archie Yates, Ellie Kemper, Rob Delaney, Pete Holmes. Film zadebiutował 12 listopada 2021 roku na platformie Disney+.

## Fabuła
Max Mercer to 10-letni chłopiec, który przez pomyłkę zostaje sam w domu na Święta Bożego Narodzenia, podczas kiedy jego rodzina wylatuje do Tokio. Okazuje się, że pewne małżeństwo, które popadło w problemy finansowe i chce odzyskać swoją cenną rodzinną pamiątkę, która rzekomo znajduje się w domu Maxa, planuje napad na dom, w którym mieszka Max. Chłopiec musi stawić czoła włamywaczom i bronić swojego domostwa.

## Obsada
- Archie Yates jako Max Mercer
- Aisling Bea jako Carol Mercer, matka Maxa
- Andrew Daly jako Mike Mercer, ojciec Maxa
- Pete Holmes jako Blake Mercer, stryj Maxa
- Chris Parnell jako Stu Mercer, stryj Maxa
- Ellie Kemper jako Pam McKenzie
- Rob Delaney jako Jeff McKenzie
- Kenan Thompson jako Gavin Washington, pośrednik w obrocie nieruchomościami
- Katie Beth Hall jako Abby McKenzie, córka Pam i Jeffa
- Max Ivutin jako Chris McKenzie, syn Pam i Jeffa
- Ally Maki jako Mei McKenzie, bratowa Jeffa
- Timothy Simons jako Hunter McKenzie, brat Jeffa
- Aiden i Allan Wang jako Ollie McKenzie, syn Mei i Huntera
- Mikey Day jako ksiądz
- Devin Ratray jako Buzz McCallister

### Wersja polska[2]
- Antoni Chrościcki jako Max Mercer
- Jolanta Fraszyńska jako Pam McKenzie
- Marcin Perchuć jako Jeff McKenzie
- Aneta Todorczuk jako Carol Mercer
- Bartłomiej Kasprzykowski jako Blake Mercer
- Szymon Roszak jako Gavin Washington
- Paweł Kubat jako Hunter McKenzie
- Paulina Grochowska jako Mei McKenzie

## Produkcja
W sierpniu 2019 roku wytwórnia 20th Century Fox została przejęta przez The Walt Disney Company. Dyrektor generalny Robert Iger ogłosił, że powstaje nowy film z serii Sam w domu. Zostanie on opublikowany w serwisie strumieniowym Disney+. Scenariusz napisali Mikey Day i Streeter Seidell, producentami filmu zostali Hutch Parker i Dan Wilson. Zdjęcia rozpoczęły się w 
marcu 2020 roku w Montrealu jednak z powodu pandemii COVID-19 zostały przełożone. W listopadzie 2020 roku Disney ogłosił, że produkcje wszystkich jego filmów, które zostały przełożone z powodu pandemii, zostały wznowione.
12 sierpnia 2021 roku Disney+ poinformował, że premiera filmu odbędzie się 12 listopada 2021 roku. 12 października 2021 roku na oficjalnym kanale 20th Century Studios na YouTube został zaprezentowany zwiastun filmu. 10 listopada 2021 roku w serwisie Disney+ pojawił się zwiastun z polskim dubbingiem oraz polskim tytułem.